# 24e brigade mixte (armée impériale japonaise)
Pour les articles homonymes, voir 24e brigade.
La 24e brigade mixte est une unité militaire de l'armée impériale japonaise.
Cette brigade mixte a été envoyée par la 12e division du Japon à la bataille de Shanghai en 1932.

## Organisation
- 24e brigade mixte - ?, 3000 soldats
  - 2e bataillon / 14e régiment d'infanterie
  - 1er bataillon / 24e régiment d'infanterie
  - 1er bataillon / 46e régiment d'infanterie
  - 1er bataillon / 48e régiment d'infanterie
  - 1er escadron de cavalerie
  - 2e bataillon / 3e régiment indépendant de canons de montagne (deux batteries)
  - 2e compagnie / 18e bataillon du génie